# Collegio elettorale di Seregno (Senato della Repubblica)
Il collegio di Seregno fu un collegio elettorale uninominale della Repubblica Italiana per l'elezione del Senato della Repubblica. Apparteneva alla Circoscrizione Lombardia e fu utilizzato per eleggere un senatore nella XII, XIII e XIV legislatura.
Venne istituito nel 1993 con la cosiddetta Legge Mattarella (Legge n. 276, Norme per l'elezione del Senato della Repubblica), attuata in seguito al referendum abrogativo del 1993. La legge istituì per la Camera dei deputati e per il Senato della Repubblica un sistema di elezione misto, in parte maggioritario e in parte proporzionale. Il 75% dei parlamentari dell'assemblea veniva eletto in collegi uninominali tramite sistema maggioritario a turno unico; il restante 25% al Senato veniva eletto tramite recupero proporzionale dei più votati non eletti attraverso un meccanismo di calcolo denominato "scorporo", cioè sottraendo dal conteggio dei voti totali di una lista nella parte proporzionale i voti ottenuti dai candidati collegati alla medesima lista che erano eletti nei collegi uninominali con il sistema maggioritario.
Il collegio venne abolito insieme a tutti gli altri che costituivano il Senato con la promulgazione della legge elettorale successiva, la cosiddetta Legge Calderoli. Questa prevedeva un sistema proporzionale con premio di maggioranza, che al Senato veniva attribuito a livello regionale.

## Territorio
Il collegio Seregno era uno dei 35 collegi uninominali in cui era suddivisa la Lombardia e, come previsto dal D.Lgs. del 20 dicembre 1993 n. 535, comprendeva i comuni di Albiate, Besana in Brianza, Bovisio Masciago, Briosco, Carate Brianza, Cesano Maderno, Desio, Giussano, Lissone, Renate, Seregno, Seveso, Triuggio, Veduggio con Colzano e Verano Brianza.

## Eletti
| Elezione | Elezione | Senatore             | Partito                  |
| -------- | -------- | -------------------- | ------------------------ |
|          | 1994     | Roberto Maria Radice | Polo delle Libertà (FI)  |
|          | 1996     | Ettore Rotelli       | Polo per le Libertà (FI) |
|          | 2001     | Enrico Rizzi         | Casa delle Libertà (FI)  |

## Dati elettorali

### XII legislatura
|                               | Roberto Maria Radice ✔️ Eletto | Polo delle Libertà           | 76 860  | 48,09 |  |  |  |  |  |
|                               | Dante Orsenigo                 | Patto per l'Italia           | 27 412  | 17,15 |  |  |  |  |  |
|                               | Giovanna Senesi                | Progressisti                 | 27 145  | 16,98 |  |  |  |  |  |
|                               | Lorenzo Camellini              | Alleanza Nazionale           | 8 479   | 5,31  |  |  |  |  |  |
|                               | Eugenio Menta                  | Lega Alpina Lumbarda         | 7 611   | 4,76  |  |  |  |  |  |
|                               | Ennio Rovaris                  | Lista Pannella-Riformatori   | 6 177   | 3,86  |  |  |  |  |  |
|                               | Fermo Crippa                   | Partito Pensionati           | 2 923   | 1,83  |  |  |  |  |  |
|                               | Cesare Macchi                  | Lega di Angela Bossi         | 2 366   | 1,48  |  |  |  |  |  |
|                               | Nicoletta Fezzi                | Partito della Legge Naturale | 851     | 0,53  |  |  |  |  |  |
| Totale                        | Totale                         | Totale                       | 159 824 | 100   |  |  |  |  |  |
|                               |                                |                              |         |       |  |  |  |  |  |
| Voti non validi               | Voti non validi                | Voti non validi              | 7 781   | 4,64  |  |  |  |  |  |
| Votanti                       | Votanti                        | Votanti                      | 167 605 | 93,24 |  |  |  |  |  |
| Elettori                      | Elettori                       | Elettori                     | 179 766 |       |  |  |  |  |  |
|                               |                                |                              |         |       |  |  |  |  |  |
| Data: 27-28 marzo 1994        |                                |                              |         |       |  |  |  |  |  |
| Fonte: Ministero dell'interno |                                |                              |         |       |  |  |  |  |  |

### XIII legislatura
|                               | Ettore Rotelli ✔️ Eletto | Polo per le Libertà                      | 57 742  | 36,29 |  |  |  |  |  |
|                               | Maria Vittoria Pulcini   | L'Ulivo                                  | 47 460  | 29,82 |  |  |  |  |  |
|                               | Cesarino Monti           | Lega Nord                                | 43 897  | 27,59 |  |  |  |  |  |
|                               | Giovanni Parolini        | Lista Pannella-Sgarbi                    | 2 977   | 1,87  |  |  |  |  |  |
|                               | Luigia Mainini           | Lega per l'Autonomia - Alleanza Lombarda | 2 616   | 1,64  |  |  |  |  |  |
|                               | Lorenzo Camellini        | Movimento Sociale Fiamma Tricolore       | 1 955   | 1,23  |  |  |  |  |  |
|                               | Ezio Colleoni            | Federazione Liste Civiche                | 1 394   | 0,88  |  |  |  |  |  |
|                               | Giancarlo Varisco        | Partito Socialista                       | 1 092   | 0,69  |  |  |  |  |  |
| Totale                        | Totale                   | Totale                                   | 159 133 | 100   |  |  |  |  |  |
|                               |                          |                                          |         |       |  |  |  |  |  |
| Voti non validi               | Voti non validi          | Voti non validi                          | 7 551   | 4,53  |  |  |  |  |  |
| Votanti                       | Votanti                  | Votanti                                  | 166 684 | 90,30 |  |  |  |  |  |
| Elettori                      | Elettori                 | Elettori                                 | 184 589 |       |  |  |  |  |  |
|                               |                          |                                          |         |       |  |  |  |  |  |
| Data: 21 aprile 1996          |                          |                                          |         |       |  |  |  |  |  |
| Fonte: Ministero dell'interno |                          |                                          |         |       |  |  |  |  |  |

### XIV legislatura
|                               | Enrico Rizzi ✔️ Eletto | Casa delle Libertà                       | 81 752  | 49,36 |  |  |  |  |  |
|                               | Luigi Mariani          | L'Ulivo                                  | 49 037  | 29,61 |  |  |  |  |  |
|                               | Federico Barni         | Lega per l'Autonomia - Alleanza Lombarda | 10 519  | 6,35  |  |  |  |  |  |
|                               | Pier Angelo Guagnetti  | Partito della Rifondazione Comunista     | 6 523   | 3,94  |  |  |  |  |  |
|                               | Luigi Rocco            | Lista Di Pietro                          | 4 467   | 2,70  |  |  |  |  |  |
|                               | Elisabetta Potthoff    | Lista Emma Bonino                        | 3 639   | 2,20  |  |  |  |  |  |
|                               | Flavio Tremolada       | Va' Pensiero Padania                     | 3 457   | 2,09  |  |  |  |  |  |
|                               | Marcello Di Tondo      | Democrazia Europea                       | 2 196   | 1,33  |  |  |  |  |  |
|                               | Armenio Angrisani      | Fiamma Tricolore                         | 1 545   | 0,93  |  |  |  |  |  |
|                               | Alfa Orlandi           | Partito Pensionati                       | 1 520   | 0,92  |  |  |  |  |  |
|                               | Alfonsa Proietto       | Forza Nuova                              | 411     | 0,25  |  |  |  |  |  |
|                               | Alberto Cantù          | Partito Liberal-Popolare                 | 312     | 0,19  |  |  |  |  |  |
|                               | Fiorenzo Gregorini     | I Liberaldemocratici - Basta!            | 244     | 0,15  |  |  |  |  |  |
| Totale                        | Totale                 | Totale                                   | 165 622 | 100   |  |  |  |  |  |
|                               |                        |                                          |         |       |  |  |  |  |  |
| Voti non validi               | Voti non validi        | Voti non validi                          | 8 157   | 4,69  |  |  |  |  |  |
| Votanti                       | Votanti                | Votanti                                  | 173 779 | 88,27 |  |  |  |  |  |
| Elettori                      | Elettori               | Elettori                                 | 196 880 |       |  |  |  |  |  |
|                               |                        |                                          |         |       |  |  |  |  |  |
| Data: 13 maggio 2001          |                        |                                          |         |       |  |  |  |  |  |
| Fonte: Ministero dell'interno |                        |                                          |         |       |  |  |  |  |  |